# Notoperla macdowalli
Notoperla macdowalli är en bäcksländeart som beskrevs av Mclellan och Maritza Mercado 2005. Notoperla macdowalli ingår i släktet Notoperla och familjen Gripopterygidae. Inga underarter finns listade i Catalogue of Life.